# ホンダグア駅
ホンダグア駅 (フィリピン語: Estasyong Hondagua)はフィリピンケソン州ロペスのホンダグア地区にあるフィリピン国鉄南方本線の駅。
フィリピン製粉の施設が近隣に存在する。
かつてはビコル急行やイサログ特急に利用されていた。2006年の台風ミレニオとレミングによってダメージを受け、南方本線は一時休止しており、2011年にホンダグア駅も含め運行再開が試みられたものの2012年には台風による橋の損壊によってはふたたび運用が停止された。
2020年には南方本線での医療物資の輸送が計画され試運転が行われている。

## 歴史
ホンダグア駅は1916年5月10日、ロペスからカラウアグへの南方本線の延長部の駅として開業した。かつては港湾に伸びる接続線が分岐しており、三角形の線路の痕跡が残っている。

## 註釈
1. ↑  “Reviving the ‘Bicol Express’” (2011年5月30日). 2020年7月13日閲覧。
2. ↑  “Sad saga of PNR” (2014年5月13日). 2020年7月13日閲覧。
3. ↑  “PNR puts train on trial run for COVID-19 cargo transport”. inquirer.net (2020年4月23日). 2020年6月13日閲覧。